# No Son of Mine
No Son of Mine (en castellano No eres mi hijo) es el primer sencillo del grupo de rock británico Genesis de su álbum We Can't Dance de 1991, alcanzó el puesto #6 en los rankings del Reino Unido y el #12 en los EE. UU. Este sencillo incluía las canciones I Can't Dance y Living Forever en su lado-B (las mismas versiones del álbum).
La letra de la canción cuenta la historia de un muchacho que se escapa de su hogar donde sufre abusos por parte de su padre, y luego de reconsiderarlo, intenta regresar; solo para ser rechazado por su padre. El video promocional de la canción tiene un toque antiguo, ilustrando las escenas en sepia.
La canción es notable por el sonido distintivo que se oye durante la introducción y antes del segundo verso. Referido por la banda como "elefantus", este sonido fue creado por Tony Banks mientras grababa la guitarra de Mike Rutherford con un sintetizador, y luego la reproduciría modificada en el mismo, obteniendo un sonido similar al de un elefante.
Existen dos versiones diferentes de la canción en estudio. La versión editada para la radio baja el volumen antes de que la canción finalice, acortándola alrededor de un minuto y cortando parte del segundo coro. La otra versión es la que se encuentra en el álbum, que es la misma utilizada en el video promocional, y no ha sido acortada.
La canción fue interpretada en vivo en todos los conciertos de la gira "The Way We Walk", posterior al lanzamiento del álbum. Una grabación en vivo de la misma se puede encontrar en el álbum The Way We Walk, Volume One: The Shorts. También ha sido incluida en el repertorio de canciones de su gira "Turn It On Again 2007".
Lo siguiente es un extracto de una entrevista con Phil Collins: En las letras, el coro de la canción viene de una improvisación mientras estábamos escribiendo la música. Yo tenía esta idea para la letra y escribí una historia sobre la base de la misma. Por supuesto, la historia se explica por sí misma, es acerca del abuso en un hogar. El padre se comporta como una especie de monstruo con la familia, está abusando del hijo o de la madre. No estoy completamente seguro de a quien, y eso se dejó deliberadamente al azar. Pero es algo que está sucediendo muy a menudo en ciertos hogares, y descubrí que muchas personas que oyeron la canción se sintieron identificados con la misma, como si hubiese sido escrita para ellos. Es extraordinario, simplemente escribes algo que surgió por accidente, pero llega a convertirse en algo que alcanza a mucha gente. (Rockline, 25 de noviembre de 1991)

## Créditos
- Phil Collins: Batería, percusión, voz
- Tony Banks: Teclados
- Mike Rutherford: Guitarras, bajo

- Datos: Q2005671